# Università telematica Giustino Fortunato
L'università degli Studi Giustino Fortunato (Unifortunato) è un'università telematica non statale con sede a Benevento, che ha avuto il riconoscimento giuridico con decreto ministeriale del 13 aprile 2006.
L'ateneo dispone di sedi d'esame anche a Milano, Roma, Catania e Palermo ed è intitolato a Giustino Fortunato, uno dei più noti meridionalisti dei primi decenni del Novecento.

## Storia
L'Università è promossa e sostenuta dall'associazione EFIRO, con sede a Benevento, a sua volta riconducibile all'imprenditore beneventano Angelo Colarusso.

## Struttura
Le lezioni sono erogate attraverso la piattaforma e-learning alla quale dal 2009 è stata affiancata la classica modalità con lezioni frontali, in modo da venire incontro alle esigenze degli studenti residenti nelle vicinanze dell'ateneo.

## Presidenti
- Gianni Locatelli

## Rettori
- Aldo Loiodice (2006-2008)[3]
- Nicola Di Prisco[senza fonte]
- Augusto Fantozzi (2009-2018)
- Angelo Scala[4] (f.f,. in qualità di prorettore dal 2018 ad ottobre 2019)
- Giuseppe Acocella[5] (dal 1º novembre 2019)